# Метеозонд

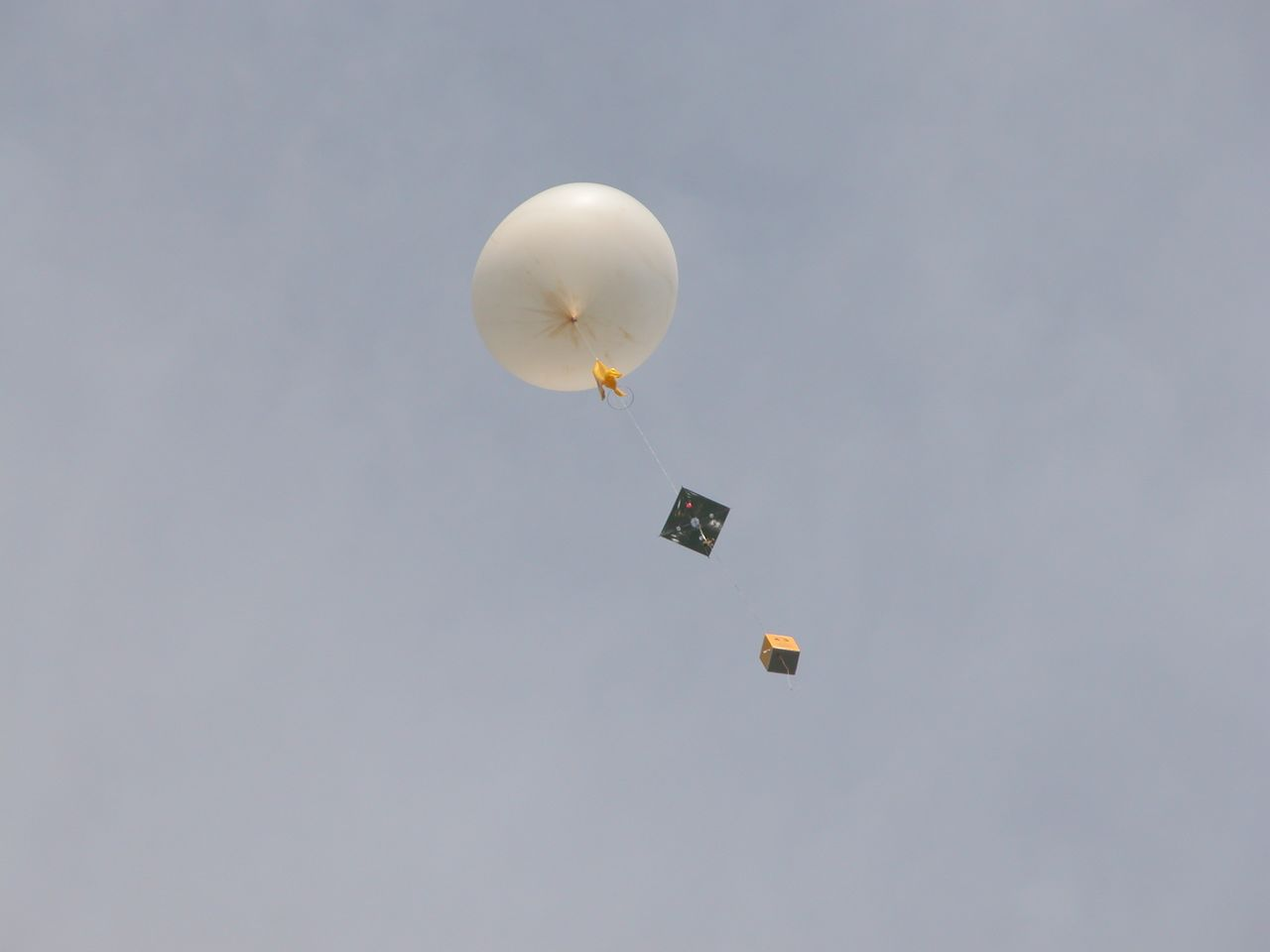
Метеозонд

Метеозо́нд або ж куля-зо́нд — безпілотний аеростат, призначений для вивчення атмосфери. Складається з гумової або пластикової оболонки, наповненої воднем або гелієм, і підвішеного до неї контейнера з апаратурою. Прилади дозволяють вимірювати тиск повітря, вологість, температуру та інші параметри. Заміри переміщення кулі дозволяють визначати швидкість вітру на різних висотах. Інформація, як правило, передається по радіо («радіозонд»). До впровадження радіо на метеозонді встановлювали метеорографи, які потрібно було повертати на землю. У цей час контейнери з апаратурою виготовляються максимально дешевими, тому після розриву оболонки, контейнер падає на землю і розбивається (при цьому можливі пошкодження об'єктів на землі). Якщо кулю запускають тільки для вимірювання швидкості вітру, то його називають «куля-пілот».
Висотні метеозонди можуть досягати висоти 30—40 км. Рекорд висоти для аеростатів становить 51 820 м (1972 р., над США). Деколи метеозонди приймають за НЛО.